# Bouzaï
Der Bouzaï (manchmal auch als Bouzal bezeichnet) ist ein kleiner Fluss in Frankreich, der im Département Cantal in der Region Auvergne-Rhône-Alpes verläuft. Er entspringt im Gemeindegebiet von Saint-Mamet-la-Salvetat, entwässert generell Richtung Südwest und mündet nach rund 16 Kilometern im Gemeindegebiet von Boisset als linker Nebenfluss in den Moulègre, dessen Tal hier die Bahnstrecke Figeac–Arvant verkehrstechnisch erschließt.

## Orte am Fluss
(Reihenfolge in Fließrichtung)
- L’Hermitage, Gemeinde Saint-Mamet-la-Salvetat
- Le Mont, Gemeinde Saint-Mamet-la-Salvetat
- Mazières, Gemeinde Boisset
- La Galinière, Gemeinde Vitrac
- Boissadel, Gemeinde Boisset
- La Croix del Suc, Gemeinde Boisset